# Olha Nóis de Novo
Olha Nóis de Novo é o primeiro e, até então, único álbum de estúdio da dupla sertaneja Hugo & Guilherme, lançado em 11 de setembro de 2020. Foi gravado durante a pandemia da COVID-19 de forma diferente: sem público, em formato acústico e com o costume de regravar clássicos sertanejos, contando com as inéditas Pare Com Isso, composição de Hugo (creditado como Spartaco), regravada no álbum posterior, No Pelo 3, e Nossa Disputa. Os clipes passaram a ser lançados desde 26 de março de 2020.

## Lista de faixas[1]
As canções inéditas estão marcadas em negrito.
| N.º            | Título | Compositor(es)                                                                           | Artista original                                                      | Duração |  |
| 1.             | "Pot-Pourri: Tudo de Novo / Você É A Dona do Meu Coração"                                                                | César Augusto / César Rossini / Mário Marcos Zé Henrique / Deda                          | Zezé Di Camargo & Luciano Zé Henrique & Gabriel                       | 4:18    |  |
| 2.             | "Pot-Pourri: Me Leva Pra Casa / Esse Amor Que Me Mata / Vê Se Toma Juízo"                                                | César Augusto / Piska César Augusto / Piska Airo / Bruno / Felipe                        | Zezé Di Camargo & Luciano Chrystian & Ralf Bruno & Marrone            | 6:13    |  |
| 3.             | "Pot-Pourri: A Gente Se Entrega / Vou Doar Meu Coração / Ô de Casa Ô de Fora"                                            | Pinocchio César Menotti / Euler Coelho Alexandre / Pinocchio / Carlos Eduardo            | Rionegro & Solimões João Bosco & Vinícius Rionegro & Solimões         | 4:23    |  |
| 4.             | "Pot-Pourri: Pretexto / Imagina / Conveniência"                                                                          | Jeann Anacleto Celi Jr / Guilherme Neves Hugo Vezzani / Diego Monteiro / Vinicius Peres  | Hugo & Guilherme                                                      | 6:10    |  |
| 5.             | "Pot-Pourri: Tentativas / Apaixonado por Você"                                                                           | Paulo Debétio / Paulinho Rezende Rick / João Paulo                                       | Gian & Giovani João Paulo & Daniel                                    | 4:20    |  |
| 6.             | "Pot-Pourri: Me Enganei / Um Anjo Não Mente / Eu Quero Ser a Vida Dela / Essa Paixão Me Machucou (Until I'm Loving You)" | Belluco Airo Airo Jack Blades / Gary Burr / Soraya ; versão: Piska                       | Bonni & Belluco Grupo Talagaço Thiago & Graciano Guilherme & Santiago | 7:14    |  |
| 7.             | "Pot-Pourri: Desliga e Vem / A Primeira Namorada / Insegurança"                                                          | Delcio Luiz / Ronaldo Barcellos Valtinho Jota / Sérgio Jr / Bruno Cardoso Valtinho Jota  | Exaltasamba Sorriso Maroto Pixote                                     | 5:01    |  |
| 8.             | "Pot-Pourri: Pare Com Isso / Nossa Disputa / Explosão de Desejos"                                                        | Darci Rossi / Marciano Daniel Rangel / Vinni Miranda / Willian Bruno Cleyton / Cristiane | João Mineiro & Marciano inédita Leandro & Leonardo                    | 5:27    |  |
| 9.             | "Pot-Pourri: Pare Com Isso / Você Não É Mais Assim"                                                                      | Spartaco César Augusto / Piska                                                           | inédita Zezé Di Camargo & Luciano                                     | 4:47    |  |
| Duração total: | Duração total: | Duração total:                                                                           | Duração total:                                                        | 47:53   |  |